# Mesorhabdus poriphorus
Mesorhabdus poriphorus is een eenoogkreeftjessoort uit de familie van de Heterorhabdidae. De wetenschappelijke naam van de soort is voor het eerst geldig gepubliceerd in 2000 door Park.